# Crosswinds
Crosswinds (bra: Ouro dos Piratas) é um filme de aventura estadunidense de 1951 dirigido por Lewis R. Foster e estrelado por Rhonda Fleming, John Payne e Forrest Tucker. Foi produzido pela Pine-Thomas Productions e distribuído pela Paramount Pictures.

## Elenco
- John Payne como Steve Singleton
- Rhonda Fleming como Katherine Shelley
- Forrest Tucker como Jumbo Johnson
- Robert Lowery como Nick Brandon
- Alan Mowbray como Sir Cecil Daubrey
- John Abbott como Algernon "Mousey" Sykes